# Иско, Мариано Хулио
Мариа́но Ху́лио И́ско (исп. Mariano Julio Izco; 13 марта 1983, Буэнос-Айрес) — аргентинский футболист, полузащитник. Имеет паспорт гражданина Италии.

## Карьера
Мариано Иско начал карьеру в клубе «Сан-Тельмо», в составе которого дебютировал в 2001 году в матче с «Депортиво Морон». Всего в команде он выступал 3 года, проведя 93 игры и забив 4 гола. В 2004 году Иско был арендован клубом аргентинской Примеры, «Альмагро». Он провёл в этой команде только 6 игр, а его клуб вылетел из высшего аргентинского дивизиона. Затем футболист играл за «Тигре», проведя 27 игр.
В августе 2006 года Иско перешёл в итальянский клуб «Катания», заплативший за трансфер полузащитника 90 тысяч долларов. Он дебютировал в составе клуба в матче чемпионата Италии с «Пармой», в котором сделал голевую передачу, а его команда победила 2:0. В своём первом сезоне Иско провёл 13 игр. В последующие три сезона футболист оставался игроком стартового состава «Катании». 20 декабря 2009 года Иско забил первый гол за клуб, поразив ворота «Ювентуса» и принеся клубу первую победу в Турине с 1963 года.